# Прикол
Прико́л (прико́лка) — вертикальный (или наклонный) стержень, закреплённый в грунте для привязывания.

## Конструкция
Прикол представляет собой кнехт (сваю, кол, рельс), вбитый в землю. К верхней части прикола привязывают трос (канат, цепь). Нередко в целях закрепления каната в верхней части прикола имеется утолщение (крюк, отверстие). Иногда применяются сдвоенные приколы. На парусниках имелось устройство для прикрепления троса, называемое «уткой».

## Применение
Наиболее известное применение приколов — для закрепления кораблей около берега. Выражение «на приколе» означает, что судно в данный момент стоит на причале в порту, а в более широком смысле — в резерве, не в эксплуатации (см. прикольный флот).
Коновязь — вид прикола, издавна использовали для привязи домашних животных, например, лошадей; это небольшие деревянные колья, которые глубоко вбивают в землю, чтобы лошадь не могла их вырвать, а поводья лошадей привязывают к приколам.
В некоторых городах (например, в канадском городе Торонто, Чикаго) местные власти устанавливают специальные приколы с кольцом для парковки велосипедов. Кольцо предназначено для крепления велосипеда в целях защиты от падения и угона.
Также приколы применяют для укрепления палаток, шатров, тентов, подтягивания полотнищ.
В инженерно-сапёрном деле приколы используют для установки минно-взрывных заграждений, в частности — растяжек.

## Галерея
- Корабельный прикол
- Корова на приколе
- Прикольный велосипед в Торонто
- Приколы палатки